# Tukulti-Ninurta I
Tukulti-Ninurta I (1243 f.Kr.-1208 f.Kr.) var Salmannasars den I:es efterträdare på tronen i Assur. Han förde sina företrädares verk till dess hittillsvarande kulmen. Han var utomordentligt aktiv och hans regeringsperiod blev en blomstringstid. Fronten mot bergsfolken i nordväst och nordöst var hans främsta prioritet. Han underkuvade stora områden och lade dem under assyrisk kontroll. Hans liv och verk slutade dock i katastrof.
Under ett antal år från och med cirka 1225 f. Kr. kunde Tukulti-Ninurta som den förste assyriske härskaren någonsin foga beteckningen "kung över sumer och Akkad" - den urgamla, traditionella babyloniska kungatiteln - till sina andra epitet och titlar.
Tukulti-Ninurta blev mördad 1208 f. Kr. av en eller flera av sina söner i sin nya stad. Han gick samma öde till mötes som en annan mördad assyrisk kung, Sanherib, som flera hundra år senare valde den drastiska lösningen att förstöra Babylon och försöka överföra Marduk-kulten till Assyrien i en sammanställning med Assurs kult.